# Asparagus karthikeyanii
Asparagus karthikeyanii — вид рослин із родини холодкових (Asparagaceae).

## Середовище проживання
Ареал: Індія (Махараштра).